# Шлюха (фильм, 1995)
«Шлюха» (англ. Jade) — эротический детективный фильм, вышедший в 1995 году. Автор сценария — Джо Эстерхас, продюсер — Роберт Эванс, режиссёр — Уильям Фридкин. В главных ролях снялись Дэвид Карузо, Линда Фиорентино, Чезз Палминтери, Ричард Кренна и Майкл Бин. Оригинальный саундтрек к фильму написан композитором Джеймсом Хорнером. Теглайн фильма гласит: «Некоторые фантазии заходят слишком далеко/Some fantasies go too far».

## Сюжет
В Сан-Франциско на вилле миллионера происходит убийство. Дело расследует следователь прокуратуры Дэвид Корелли, оказавшись перед возможным потенциальным злоупотреблением служебным положением, поскольку выясняется, что главным подозреваемым в убийстве является психолог Трина Гэйвин — бывшая возлюбленная следователя, ушедшая от него когда-то к лучшему другу.
Несмотря на это обстоятельство, ему удаётся продвинуться в деле, обнаружив компрометирующие фотографии с видными общественными деятелями в обществе загадочной проститутки, известной под именем «Нефрит» (англ. Jade). Пытаясь выяснить личность неизвестной женщины, он узнаёт информацию, которая подвергает его жизнь опасности.

## В ролях
| Актёр            | Роль               |
| ---------------- | ------------------ |
| Дэвид Карузо     | Дэвид Корелли      |
| Линда Фиорентино | Трина Гэйвин       |
| Чезз Палминтери  | Мэтт Гэйвин        |
| Ричард Кренна    | Губернатор Эдвардс |
| Майкл Бин        | Боб Хэргроув       |
| Донна Мёрфи      | Карен Хеллер       |
| Холт Маккэлани   | Билл Барретт       |
| Виктор Вонг      | Мистер Вонг        |
| Энджи Эверхарт   | Патрисия Джачинто  |